# (985) Rosina
Pour les articles homonymes, voir Rosina.
(985) Rosina est un astéroïde de la ceinture principale aréocroiseur découvert le 14 octobre 1922 par l'astronome allemand Karl Reinmuth. Sa désignation provisoire était 1922 MO.